# Леон Суружон
Леон Сабитай Суружон е изтъкнат български и белгийски цигулар и музикален педагог. Носител на званието „Доктор хонорис кауза“, присъдено му от Музикалната академия „Панчо Владигеров“.

## Биография
От 1949 г. професор по цигулка в Българската държавна консерватория, той се налага като един от водещите музикални педагози в България. Обучил и възпитал някои от най-добрите представители на българската школа по цигулка.
Изпълнителската дейност на професор Суружон го прави известен в редица страни – Франция, Чехия, Русия, Полша, Китай, Израел, Куба, Белгия, Испания.
В началото на 1980-те години Леон Суружон пристига в Белгия заедно с група български музикални дейци, поканени от операта в белгийския град Антверпен. В града и сега се говори с почит и възхищение за големия принос на българите в издигането на музикалното равнище на града, информира БНР.
Умира на 94 години през 2007 г. Желанието, изразено приживе, на професор Леон Суружон е да бъде погребан в България.
Негова сестра е художничката Султана Суружон. Съпруга - пианистката Катя Казанджиева, с която нямат деца, но той осиновява дъщеря й от предния й брак Ани Суружон.